# Kihei Tomioka
Kihei Tomioka (japanisch 富岡 喜平 Tomioka Kihei; * 6. Januar 1932 in Hachinohe; † 14. August 2007) war ein japanischer Radrennfahrer.

## Sportliche Laufbahn
Tomioka war im Bahnradsport und im Straßenradsport aktiv. Er war Teilnehmer der Olympischen Sommerspiele 1952 in Helsinki. In der Mannschaftsverfolgung wurde Japan mit Kihei Tomioka, Tadashi Katō, Tamotsu Chikanari und Masazumi Tajima auf dem 19. Rang klassiert. Im Sprint war er in seinem Vorlauf gegen Antonio Giménez ausgeschieden. Das Tandemrennen bestritt er mit Tamotsu Chikanari als Partner. Beide waren im Hoffnungslauf ausgeschieden. Das olympische Straßenrennen beendete Tomioka nicht. Japan kam mit Masazumi Tajima, Tadashi Kato, Tamotsu Chikanari und Kihei Tomioka nicht in die Mannschaftswertung, da alle vier Fahrer im Rennen ausgeschieden waren.
Bei den Asienspielen 1951 in Neu-Delhi gewann er das Straßenrennen und die Mannschaftsverfolgung.

## Berufliches
Tomioka eröffnete das Fahrradgeschäft „Tomioka Ringyo“ in seiner Heimatstadt.